# Circonscription électorale de Thal-Gäu

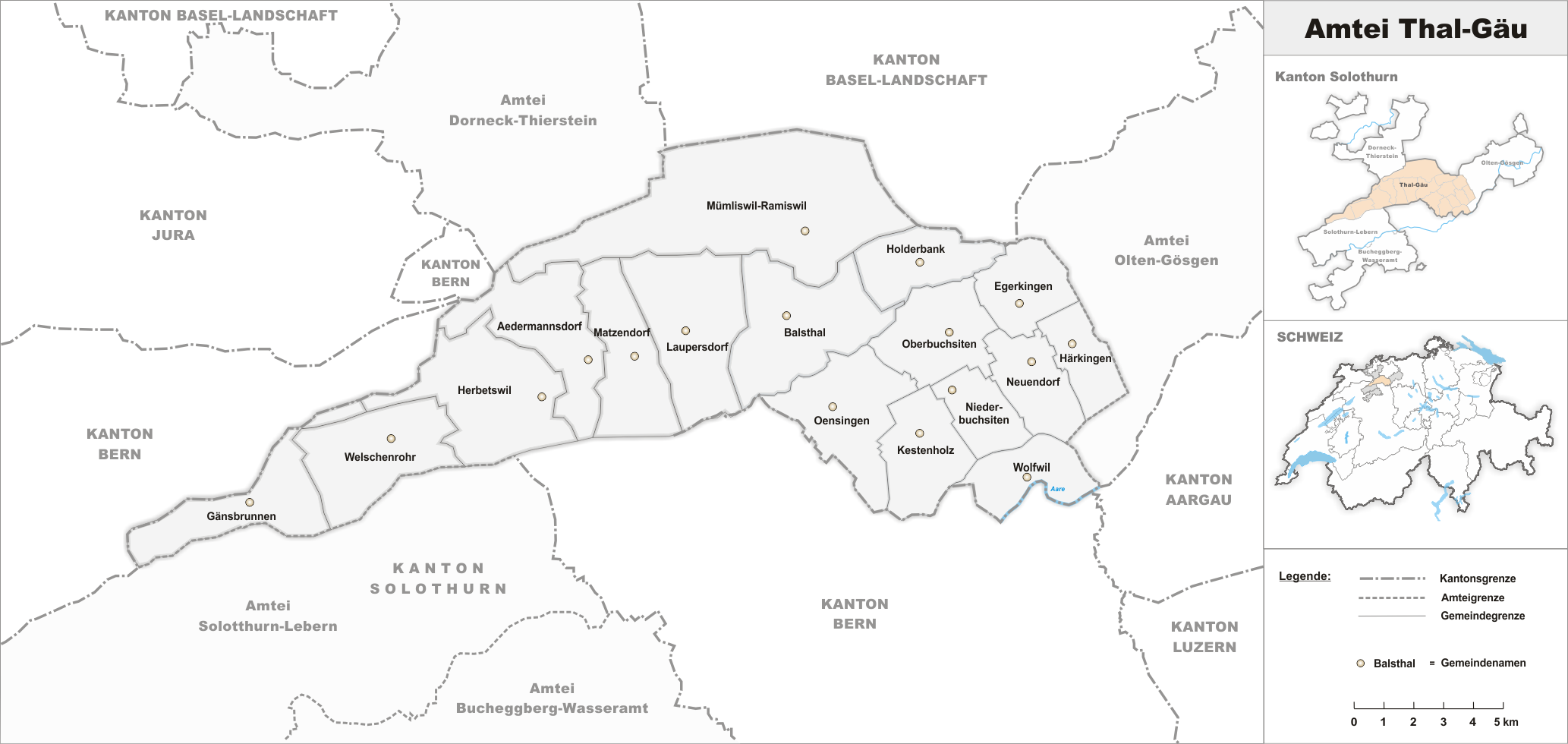
Carte de la circonscription électorale.

La Circonscription électorale de Thal-Gäu est une circonscription électorale du canton de Soleure en Suisse. Créée en 2005, elle regroupe les districts de Thal et de Gäu, soit 17 communes et près de 31 200 habitants. 
La circonscription permet d'élire 13 députés au Grand Conseil du canton de Soleure.